# Уравнение Каратеодори
Уравнение Каратеодо́ри (названо в честь немецкого математика греческого происхождения Константина Каратеодори) — обыкновенное дифференциальное уравнение
{\displaystyle {\frac {dx}{dt}}=f(t,\;x),\ x=(x_{1},\;\ldots ,\;x_{n})\in \mathbb {R} ^{n},\ n\geqslant 1,\quad (*)}
в котором правая часть (то есть компоненты вектор-функции {\displaystyle f}) удовлетворяет не классическому условию, обеспечивающему существование и единственность решения с заданным начальным значением (непрерывность по совокупности аргументов и условие Липшица по {\displaystyle x}), а некоторому существенно более слабому условию, называемому условием Каратеодори:
- вектор-функция {\displaystyle f} определена и непрерывна по {\displaystyle x} для почти всех (в смысле меры Лебега) {\displaystyle t} в области {\displaystyle D} пространства {\displaystyle (t,\;x)}.
- вектор-функция {\displaystyle f} измерима по {\displaystyle t} для каждого {\displaystyle x} в области {\displaystyle D}.
- для каждого ограниченного интервала оси {\displaystyle t} в области {\displaystyle D} выполняется неравенство {\displaystyle |f(t,\;x)|\leqslant m(t),} где {\displaystyle m(t)} — суммируемая (то есть интегрируемая по Лебегу) функция.

Решением уравнения Каратеодори (*) с начальным условием {\displaystyle x(t_{0})=x_{0}} называется измеримая вектор-функция {\displaystyle x(t),} удовлетворяющая интегральному уравнению
{\displaystyle x(t)=x_{0}+\int \limits _{t_{0}}^{t}f(\tau ,\;x(\tau ))\,d\tau .\quad (**)}
Интеграл в (**) понимается в смысле интеграла Лебега для каждой компоненты вектор-функции {\displaystyle f}. Корректность определения основана на том, что композиция измеримой функции {\displaystyle x(t)} и удовлетворяющей условию Каратеодори функции {\displaystyle f(t,\;x)} является суммируемой функцией от переменной {\displaystyle t.}
Уравнения Каратеодори находят применения в различных областях математики. Кроме того, они обладают многими свойствами, присущими классическим уравнениям с непрерывной правой частью.

## Теорема существования и единственности
- Предположим, что условие Каратеодори выполнено в области {\displaystyle D=\{t_{0}\leqslant t\leqslant t_{0}+a,\;|x-x_{0}|\leqslant b\}}, {\displaystyle a,\;b>0,} тогда существует такое {\displaystyle \delta >0,} что уравнение (*) с начальным условием {\displaystyle x(t_{0})=x_{0}} имеет решение {\displaystyle x(t)} на отрезке {\displaystyle [t_{0},\;t_{0}+\delta ].} В качестве {\displaystyle \delta } можно взять любое число, удовлетворяющее условиям

{\displaystyle 0<\delta \leqslant a,\quad \mu (t_{0}+\delta )\leqslant b,\quad \mu (t):=\int \limits _{t_{0}}^{t}m(\tau )\,d\tau .}
- Если существует такая суммируемая функция {\displaystyle l(t),} что выполняется неравенство

{\displaystyle |f(t,\;x)-f(t,\;y)|\leqslant l(t)|x-y|,\quad \forall (t,\;x),\;(t,\;y)\in D,}
или неравенство
{\displaystyle (f(t,\;x)-f(t,\;y))\cdot (x-y)\leqslant l(t)|x-y|^{2},\quad \forall (t,\;x),\;(t,\;y)\in D,}
где в случае {\displaystyle n>1} точка означает скалярное произведение, то уравнение (*) с начальным условием {\displaystyle x(t_{0})=x_{0}} в области {\displaystyle D} имеет не более одного решения.